# Lola Sanjuán
Lola Sanjuán Jurado (Sevilla, 18 de diciembre de 1971) es una empresaria y activista feminista española implicada en el movimiento de la economía social y el cooperativismo andaluz. Ha desempeñado diversos cargos de representación en el asociacionismo de economía social y cooperativismo andaluz y en la defensa de los derechos de las mujeres en igualdad de oportunidades. Entre 2009 y 2018 ha sido presidenta de AMECOOP, Asociación Empresarial de las Cooperativistas de Andalucía. Ha sido vicepresidenta de CEPES-Andalucía (organización empresarial en CEPES), consejera de FAECTA y secretaria de FEMPES. Ha formado parte de la Mesa del Tercer Sector en la Unión Europea, ha sido patrona de la Fundación Escuela Andaluza de Economía Social, miembro del Consejo Permanente del Consejo Andaluz de Participación de las Mujeres y miembro del Consejo Andaluz de Entidades de Economía Social. Es tertuliana, conferenciante, ponente en diversos foros y profesora invitada en universidades.

## Trayectoria
Estudió Derecho, especializándose en Derecho Público, en la Universidad de Sevilla y Ciencias Políticas en la UNED. Experta en Comunicación Política y Social, en Comunicación y Género y en Gestión Empresarial desde la economía social.  A la formación en marcas corporativas y gestión de agendas públicas, sumó su formación en materia de género, desde las políticas de intervención contra la violencia hacia las mujeres, el uso del lenguaje, planes de igualdad en la empresa y la administración pública, análisis de la imagen de las mujeres, el empoderamiento femenino y brecha de género 2.0.
Durante una década trabajó en asesoría a gabinetes institucionales: Turismo, Comercio y Deporte, Parlamento de Andalucía, Medio Ambiente e Igualdad de distintas administraciones, forjando marcas corporativas y gestionando agendas públicas.
En 2005 fue cofundadora de la cooperativa de trabajo asociado, CKL Comunicaciones de la que es la directora ejecutiva, empresa especializada en comunicación y estrategia con implantación en Andalucía y Madrid, con líneas específicas en proyectos europeos, comunicación en entornos digitales, turismo, medio ambiente y género.
En 2009 fue elegida presidenta de la Asociación de Mujeres Empresarias Cooperativistas de Andalucía (AMECOOP), organización empresarial que aglutina a las mujeres de las cooperativas de trabajo asociado de Andalucía. Ocupó además diversos cargos dentro de las distintas organizaciones empresariales de la economía social: Consejera de FAECTA, vicepresidenta de CEPES-Andalucía, Secretaria de FEMPES y Consejera de la Mesa del Tercer Sector en la Unión Europea. Se ha centrado en hacer visible ante los medios de comunicación, las instituciones públicas y la sociedad, la importancia de la economía social, el cooperativismo como modelos económico viable y el papel de las mujeres para el desarrollo económico sostenible.
En 2011 AMECOOP fue invitada por primera vez al Parlamento de Andalucía para exponer la postura de las mujeres cooperativistas andaluzas en reconocimiento a su trabajo y representatividad. Posteriormente, ha acudido en otras ocasiones para contribuir con las aportaciones de AMECOOP a la mejora de diversas leyes andaluzas.
Ha sido jurado en diversos premios como Premios Meridiana a la defensa de la Igualdad, Premios Arco Iris al Cooperativismo o Premios al Voluntariado en Andalucía. 
Desde 2012 colabora en diversos programas de Canal Sur Radio como La Hora de Andalucía, Hora Sur Noche, y escribe artículos de opinión para medios escritos. Desde 2019 es colaboradora en la mesa de opinión del programa Acento Andaluz en la cadena de televisión 7tv Andalucía.
El 2013 ingresó en la directiva de la Asamblea de Mujeres Periodistas de Sevilla (AMPS), creada en 2008, y parte de la Asociación de Periodistas de Sevilla (APS).
Dicta conferencias en diversos foros y eventos. Colabora con la Escuela de Economía Social, con diversas universidades y es profesora invitada en el Máster Universitario Género e Igualdad de la Universidad Pablo de Olavide. Reflexiona sobre comunicación, economía social, liderazgo femenino y brecha de género, que ha recogido en publicaciones propias y colectivas.
En 2015 fue "Influencer Klout" en la categoría de empresariado en España, siendo la primera mujer de dicho ranking. En 2016 fue elegida por el movimiento asociativo de mujeres de Andalucía para ser miembro del Consejo Permanente del Consejo Andaluz de Participación de las Mujeres, y en 2018 formó parte del primer Consejo Andaluz de Entidades de Economía Social, recién creado ese año.
En septiembre de 2020 se incorporó junto a Gisela Wild al Consejo Consultivo Mundial de She-Coops, un movimiento feminista económico y social de autoayuda mundial que promueve activamente la participación de la mujer en las cooperativas en el que también son consultoras Mollie Moisan, Serife Korucan y Chris Herries (hasta su fallecimiento en 2020).
A raíz de la pandemia de COVID-19, junto a otras expertas, puso el foco en la economía feminista para el cambio de modelo productivo y la recuperación tras la crisis sanitaria y económica a escala mundial.

### Cooperativismo y economía social
En su propuesta de cooperativismo y economía social plantea el valor del equipo en la empresa y defiende que la ecuación del éxito empresarial debe unirse a una productividad social donde el fin sea un equilibrio entre beneficio empresarial y la felicidad de la plantilla que la forma, filosofía que aúna los valores y principios del cooperativismo.
Defiende la glocalización, entendida como la creación de riqueza y empleo en el territorio y la sostenibilidad de los circuitos cercanos de desarrollo dentro de un mundo global y considera imprescindible el valor de la defensa de los derechos de las mujeres en todos los ámbitos de actuación, desde los derechos humanos más esenciales a los que reconocen la presencia y la voz de las mujeres en los espacios de poder y toma de decisiones. Las mujeres en la economía y las empresas son clave en el desarrollo de la economía social desarrollando un modelo que sitúa a las personas por delante del capital incorporando la igualdad como uno de sus valores esenciales.

## Premios y reconocimientos
- 2008. Premio Emilio Castelar[34]
- 2010. Premio Empresaria Mercadeando, 2010. Diputaciones Provinciales de Andalucía
- 2012. Premio Meridiana a la organización por la defensa de los intereses de las mujeres en el ámbito económico que otorga el Instituto Andaluz de la Mujer.[9][35][36]
- 2013. Premio Sevilla Joven de Medios de Comunicación, 2013. Instituto Andaluz de la Juventud
- 2018. Premio Luchadora 2018, concedido por UGT Andalucía.[37]
- 2018. Nominada Candidata a Top 100 Mujeres Líderes de España.[38]